# Giuseppe Moretto
Giuseppe Moretto (Portogruaro, circa 1550 – circa 1628) è stato un pittore italiano.

## Biografia
Allievo di Pomponio Amalteo, ne sposò nel 1570 la figlia Quintilia e ne seguì lo stile, seppure con esiti inferiori. Fu operoso nella zona di San Vito al Tagliamento e, grazie alla buona fama del suo maestro e successivamente godendo del favore del nobile umanista Baldassarre Altan, Giuseppe Moretto poté ottenere un congruo numero di commissioni. 

## Opere
- Vergine con Bambino e santi, la sua prima opera, firmata e datata 1571, nella chiesa di San Rocco a San Vito al Tagliamento;
- Madonna del Rosario, 1588, duomo di San Vito al Tagliamento, in collaborazione con Pomponio Amalteo;
- Discesa dello Spirito Santo, 1592, chiesa di San Giovanni a San Giovanni di Casarsa;
- Madonna col Bambino e i santi Giuseppe e Giovannino, parrocchiale di San Martino di Colle Umberto;
- Madonna col Bambino e santi, parrocchiale di San Vidotto di Camino al Tagliamento;
- Madonna del Rosario, duomo di Cordovado;
- Adorazione del Santo nome di Gesù, parrocchiale di Savorgnano;
- San Gottardo, 1623, chiesa di San Rocco di Morsano al Tagliamento;
- San Giuseppe e Sant'Antonio abate, Museo civico di Pordenone.